# Abril Méndez
Abril Méndez (Caracas, Venezuela, 20 de julio, de 1967) es una destacada actriz y productora venezolana. Ha actuado en varias Novelas venezolanas como Inmensamente Tuya (1987), Alba Marina (1988), Niña Bonita (1988), La Revancha (1989), La Mujer Prohibída (1991). En películas venezolanas y latinoaméricanas como, A La salida nos vemos (1986), Río Negro (1990), Profundo, Un Domingo Feliz (1988) , Música Nocturna (1988).